# Buckingham Island
Buckingham Island ist eine der Königin-Elisabeth-Inseln in Nunavut, Kanada.

## Geografie
Die Insel liegt in der Norwegian Bay südwestlich der größeren Insel Graham Island, von der sie durch einen an der schmalsten Stelle 4 km breiten Kanal getrennt ist. Die Entfernung zur südsüdöstlich gelegenen Insel North Kent Island beträgt 38 km, die zur nordwestlich gelegenen Insel Cornwall Island 60 km. Buckingham Island ist von ovaler Gestalt ohne auffällige Kaps. Das Land steigt von den Küsten sanft bis zum zentral gelegenen, 150 m hohen Mount Windsor an. Buckingham Island ist etwa 15 km lang und 11 km breit. Die Insel besitzt eine Fläche von 137 km².
Buckingham Island ist bekannt für das hier auftretende Phänomen der Solifluktion, das 1855 erstmals beschrieben wurde.

## Geschichte
Die Insel wurde im Juni 1852 von einer Suchexpedition nach dem vermissten John Franklin entdeckt, die unter dem Kommando von Edward Belcher stand. Er benannte sie nach dem königlichen Buckingham Palace in London, ihren höchsten Punkt nach Windsor Castle.
1900 wurde die Insel von Otto Sverdrups Zweiter Norwegischer Fram-Expedition (1898–1902) erforscht und kartiert.